# Chris Brasher
Christopher William « Chris » Brasher, né le 21 août 1928 à Georgetown et mort le 28 février 2003, est un athlète britannique devenu journaliste sportif. Il est cofondateur du marathon de Londres.
Aux Jeux olympiques de  Melbourne en 1956, il remporte la médaille d'or au 3000 m steeple, avec un temps de 8 minutes 41 secondes 2, devenu alors un record olympique, en battant le Hongrois Sándor Rozsnyói et le Norvégien Ernst Larsen.
Il est enterré dans le cimetière de l'Église Saint-Pierre de Petersham.